# Muez
Muez (Muetz en euskera) es una localidad española y un concejo de la Comunidad Foral de Navarra perteneciente al municipio de Guesálaz. Está situado en la Merindad de Estella, en la Comarca de Estella Oriental. Su población en 2014 fue de 49 habitantes (INE).

## Geografía
Pasan por su lado el río Ubagua, el río Salado y la regata de Errágoz.

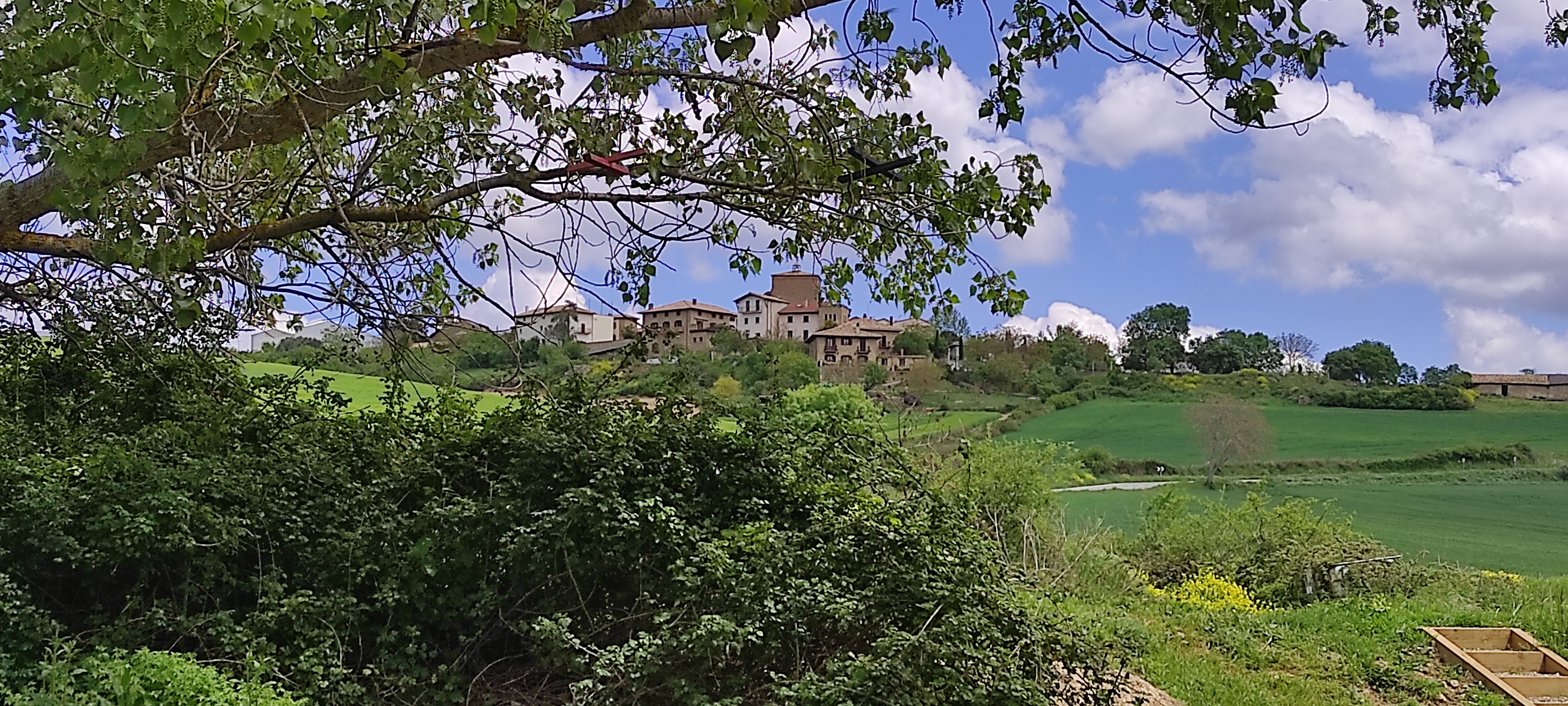
Vista de Muez (Navarra)

## Historia
En las inmediaciones del antiguo castillo y la actual Ermita de San Miguel tuvo lugar el 26 de julio del año 920 la Batalla de Valdejunquera, entre el ejército del emir cordobés Abderramán III y el formado por las fuerzas conjuntas de los reyes Ordoño II de León y Sancho Garcés I de Pamplona.
Durante la primera guerra carlista (1833-1839), el general Oráa fijó en Muez su cuartel general, que intentaron sorprender sin éxito los carlistas en mayo de 1834.

## Arte

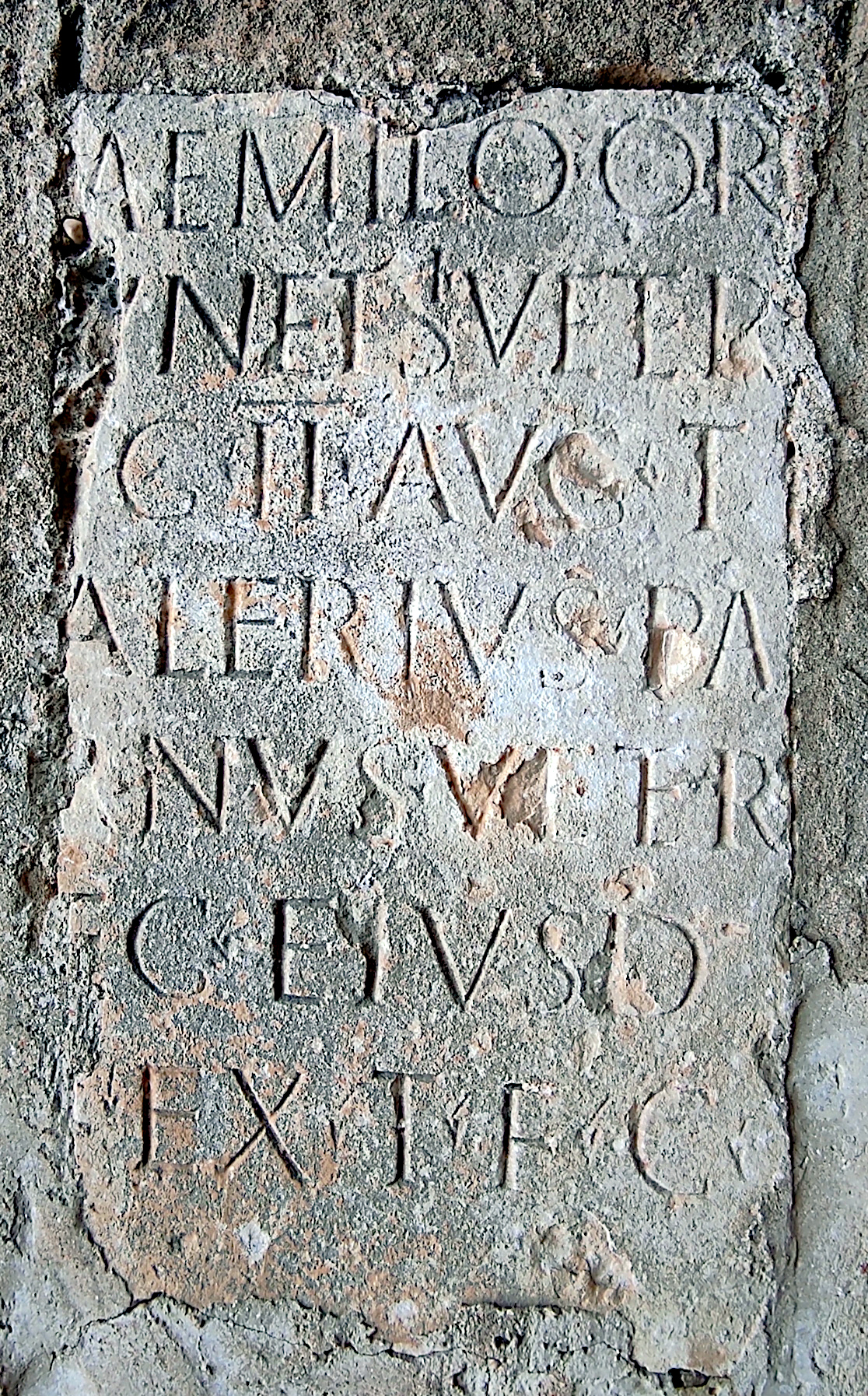
Iscripción latina

- Iglesia de Santa Eulalia. Destaca la presencia en el muro de la iglesia de una inscripción romana (AE 1951, 283) de dos veteranos de la Legio II Augusta. En ella se puede leer:[1][5]

Aemil(i)o Or[?]unetsi veter(ano) [le]g(ionis) II Aug(ustae). T(itus) [V]alerius Pa[ter]nus veter(anus) [le]g(ionis) eiusd(em) ex t(estamento) f(aciendum) c(uravit)
A Aemilio Or[?]unetsi, veterano de la legión segunda augusta. Tito Valerio Paterno, veterano de la misma legión, se cuidó de que se le hiciese esta lápida cumpliendo su encargo testamentario
Hispania Epigraphica

Se ha datado esta lápida funeraria de la época del siglo I a. C. durante la presencia del emperador Octavio Augusto con motivo de la campaña contra los cántabros y astures. Esta Legio II Augusta fue un cuerpo militar probablemente creado por el cónsul Vibio Pansa en el 43 a. C..
- Ermita de Nuestra Señora del Sagrario.
- Ermita de San Miguel.
- Varias casas blasonadas.

## Turismo
- Casa rural Irigoien Landetxea.